# The Beast of War
The Beast of War (ook wel bekend als The Beast) is een Amerikaanse film uit 1988.

## Verhaal
Een Russische soldaat keert zich tijdens de Afghaanse Oorlog tegen zijn eigen mensen nadat ze oorlogsmisdaden plegen. Samen met de Moedjahedien vecht hij tegen de tank waarvan hij ooit deel van de bemanning uitmaakte.

## Rolverdeling
| Acteur          | Personage              |
| --------------- | ---------------------- |
| George Dzundza  | Daskal                 |
| Jason Patric    | Konstantin Koverchenko |
| Steven Bauer    | Khan Taj               |
| Stephen Baldwin | Anthony Golikov        |
| Don Harvey      | Kaminski               |
| Kabir Bedi      | Akbar                  |
| Erick Avari     | Samad                  |
| Chaim Girafi    | Moustafa               |
| Shoshi Marciano | Sherina                |
| Yitzhak Ne'eman | Iskandar               |
| David Sherrill  | Kovolov                |
| Moshe Vapnik    | Hasan                  |
| Claude Aviram   | Sadioue                |
| Victor Ken      | Ali                    |
| Avi Keedar      | Noor                   |